# Comunidad de comunas de los Aspres
La Comunidad de comunas de los Aspres (Communauté de communes des Aspres en francés), es una estructura intercomunal francesa situada en el departamento francés de Pirineos Orientales de la región de Languedoc-Rosellón.

## Historia
Fue creada el 1 de enero de 1998 con la unión de diecisiete comunas de la región de Aspres.
El 1 de enero de 2003 se unieron cuatro comunas más, hasta dar un total de 21 comunas.
Actualmente son 19, ya que las comunas de Llupia y Ponteilla, dejaron la comuna y pasaron a formar parte de la Comunidad de aglomeración Perpiñán-Mediterráneo.
Las actuales, eran quince de las diecisiete comunas del antiguo cantón de Thuir y cuatro de las catorce comunas del antiguo cantón de Céret, y actualmente pertenecen todas al cantón de Aspres.

## Nombre
Debe su nombre a que las diecinueve comunas se hallan situadas en la región natural de Aspres.

## Composición
La Comunidad de comunas reagrupa 19 comunas:
| Comuna                           | Código INSEE | Cantón | Población (2012) | Superficie (km²) | Densidad (hab./km²) |
| -------------------------------- | ------------ | ------ | ---------------- | ---------------- | ------------------- |
| Banyuls-dels-Aspres              | 66015        | Aspres | 1237             | 10,53            | 117                 |
| Brouilla                         | 66026        | Aspres | 1155             | 7,83             | 148                 |
| Caixas                           | 66029        | Aspres | 133              | 28,11            | 4,7                 |
| Calmeilles                       | 66032        | Aspres | 65               | 13,22            | 4,9                 |
| Camélas                          | 66033        | Aspres | 417              | 12,72            | 33                  |
| Castelnou                        | 66044        | Aspres | 350              | 19,28            | 18                  |
| Fourques                         | 66084        | Aspres | 1169             | 9,39             | 124                 |
| Llauro                           | 66099        | Aspres | 316              | 8,34             | 38                  |
| Montauriol                       | 66112        | Aspres | 208              | 11,10            | 19                  |
| Oms                              | 66126        | Aspres | 326              | 18,53            | 18                  |
| Passa                            | 66134        | Aspres | 693              | 13,47            | 51                  |
| Sainte-Colombe-de-la-Commanderie | 66170        | Aspres | 140              | 4,74             | 30                  |
| Saint-Jean-Lasseille             | 66177        | Aspres | 1124             | 2,89             | 389                 |
| Terrats                          | 66207        | Aspres | 668              | 7,32             | 91                  |
| Thuir                            | 66210        | Aspres | 7189             | 19,90            | 361                 |
| Tordères                         | 66211        | Aspres | 166              | 9,91             | 17                  |
| Tresserre                        | 66214        | Aspres | 918              | 11,21            | 199                 |
| Trouillas                        | 66217        | Aspres | 1875             | 17,01            | 110                 |
| Villemolaque                     | 66226        | Aspres | 1191             | 6                | 199                 |

## Competencias
La comunidad es un organismo público de cooperación intercomunal.
Sus recursos provienen del impuesto sobre los rendimientos del trabajo único, del sistema de contribuciones que se aplica a los residuos y asignaciones y subvenciones de diversos socios.
Sus competencias en general se centran en el desarrollo económico, medio ambiental, de empleo y los servicios comunitarios a los habitantes:
- Ordenación del Territorio
  - Plan de Coherencia Territorial (SCOT, en francés) (a título obligatorio).
  - Plan Sectorial (a título obligatorio).
- Desarrollo y organización económica
  - Acción de desarrollo económico de las actividades industriales, comerciales o de empleo, (apoyo de las actividades agrícolas y forestales...) (a título obligatorio).
  - Creación, organización, mantenimiento y gestión de zonas de actividades industriales, comerciales, terciario, artesanal o turístico (a título obligatorio).
- Desarrollo y organización social y cultural
  - Actividades culturales y socioculturales (a título facultativo).
  - Actividades deportivas (a título facultativo).
  - Construcción y/u organización, mantenimiento, gestión de equipamientos o establecimientos culturales, socioculturales, socioeducativos, deportivos… (a título optativo).
  - Transporte escolar (a título facultativo).
- Medio ambiente
  - Saneamiento no colectivo (a título facultativo).
  - Recogida y tratamiento de los residuos urbanos y asimilados (a título optativo).
  - Protección y valorización del Medio Ambiente (a título optativo).
- Vivienda y hábitat
  - Programa local del hábitat (a título optativo).
- Servicio de vías públicas
  - Creación, organización y mantenimiento del servicio de vías públicas (a título optativo).
- Otros
  - Adquisición comunal de material (a título facultativo).
  - Informática, Talleres vecinales (a título facultativo).